# Tierra del Vino (Zamora)
Die Comarca Tierra del Vino ist eine der zwölf Comarcas in der Provinz Zamora der autonomen Gemeinschaft Kastilien und León.
Sie umfasst 22 Gemeinden auf einer Fläche von 484,23 km² mit dem Hauptort Morales del Vino.

## Gemeinden
| Gemeinde                   | Einwohner (2024) | Fläche km² | Dichte Einw./km² | Cod INE | Postleitzahl |
| -------------------------- | ---------------- | ---------- | ---------------- | ------- | ------------ |
| Arcenillas                 | 448              | 12,08      | 37               | 49010   | 49151        |
| Casaseca de Campeán        | 86               | 12,24      | 7                | 49038   | 49708        |
| Casaseca de las Chanas     | 373              | 12,56      | 30               | 49039   | 49151        |
| Cazurra                    | 74               | 8,39       | 9                | 49044   | 49191        |
| Corrales del Vino          | 929              | 75,61      | 12               | 49054   | 49700        |
| El Cubo de Tierra del Vino | 298              | 34,31      | 9                | 49058   | 49710        |
| Cuelgamures                | 80               | 14,67      | 5                | 49059   | 49717        |
| Entrala                    | 127              | 10,00      | 13               | 49061   | 49721        |
| Fuentespreadas             | 290              | 20,07      | 14               | 49084   | 49714        |
| Gema                       | 197              | 17,85      | 11               | 49090   | 49151        |
| Jambrina                   | 149              | 16,64      | 9                | 49096   | 49191        |
| Madridanos                 | 453              | 32,10      | 14               | 49103   | 49157        |
| Moraleja del Vino          | 1.806            | 19,49      | 93               | 49125   | 49150        |
| Morales del Vino           | 3.085            | 23,68      | 130              | 49127   | 49190        |
| Peleas de Abajo            | 255              | 12,01      | 21               | 49148   | 49191        |
| El Perdigón                | 650              | 51,22      | 13               | 49151   | 49720        |
| El Piñero                  | 215              | 19,71      | 11               | 49158   | 49715        |
| Santa Clara de Avedillo    | 159              | 16,81      | 9                | 49197   | 49707        |
| Sanzoles                   | 466              | 25,66      | 18               | 49210   | 49152        |
| Villalazán                 | 248              | 15,04      | 16               | 49245   | 49158        |
| Villanueva de Campeán      | 117              | 12,04      | 10               | 49258   | 49708        |
| Villaralbo                 | 1.805            | 22,05      | 82               | 49261   | 49159        |
| Comarca Tierra del Vino    | 12.310           | 484,23     | 25               | –       | –            |